# SWAR
En informatique, SWAR est un acronyme signifiant « SIMD Within A Register ». Ce terme a été inventé en 1996 pour faire la différence entre le parallélisme interne à un processeur (comme AltiVec, MMX, SSE, SSE2, SSE3 et, SSE4) et le parallélisme externe, c'est-à-dire la façon de regrouper les processeurs entre eux.